# Brita Dahlman
Brita Dahlman är en svensk översättare.
Efter en enstaka översättning 1951 var Dahlman verksam som översättare mellan 1962 och 1985, främst från nederländska och engelska, men också i mindre utsträckning från danska. Totalt har hon översatt omkring 50 böcker.

## Översättningar (urval)
- Rosamond Du Jardin: Nästan sjutton år (Practically seventeen) (Åhlén & Åkerlund, 1951)
- Willem Frederik Hermans: Mörkrummet (Norstedt, 1962)
- Simon Vestdijk: Resan till Jamaica: ur Richard Beckfords efterlämnade papper utgörande berättelsen om hans äventyr på Jamaica 1737-1738 (Rumeiland) (Norstedt, 1966)
- Pieter Geyl: Napoleon - hjälte eller tyrann? (Rabén & Sjögren, 1967)
- Rudolf Broby-Johansen: Det europeiska måleriet: från istid till nutid (Rabén & Sjögren, 1969)
- Elizabeth Bowen: Eva eller scenförändringar (Norstedt, 1970)
- Michael Frayn: Det blir en gång (Norstedt, 1971)
- Jan Wolkers: En ros av kött (Forum, 1975)
- Antonia Raeburn: De militanta suffragetterna (PAN/Norstedt, 1975)
- Janwillem van de Wetering: Främlingen i Amsterdam (Norstedt, 1976)
- Marnix Gijsen: Telemakos i byn (Coeckelberghs, 1976)
- Hubert Lampo: Joachim Stillers återkomst (Coeckelberghs, 1977)
- Joan Didion: Bönbok för en vän (Norstedt,, 1978)
- Colin Dexter: Nicholas Quinns tysta värld (Norstedt, 1980)
- Lionel Davidson: Morden i Chelsea (Norstedt, 1980)
- Timothy Findley: Krigen (Norstedt, 1980)
- Douglas Clark: Dödsdans kring lantlig kyrka (Bra böcker, 1981)
- Gerald Seymour: Kontraktet (Norstedt, 1983)
- Etty Hillesum: Det förstörda livet: dagböcker 1941-43 (Norstedt, 1983)
- Timothy Findley: Skriften på väggen (Norstedt, 1984)
- Ellis Peters: Galgenfrist för en gycklare (Bra böcker, 1985)